# Наставни системи
Наставни систем је цјеловито обликовање и структурисање наставног процеса.

## Хеуристичка настава
Назива се још и развојном, развијајућом или генетичком наставом. Назив потиче од грчке ријечи „хеурескеин“, која значи „проналазити“ или „откривати“.
Хеуристичка настава је такан наставни систем у коме ученици самостално траже пут сазнања, а наставник их тако води да они имају утисак да су сами открили сазнање. У оваквој настави, наставник постављањем питања води ученика да он властитим трудом открива нове чињенице, да изводи закључке, да проналази законитости и правила, и да тако стиче нова знања.
Хеуристичко-развојни приступ повезиван је са принципом самодјелатности у настави, још у 19. вијеку.
Проблем ове наставе је мисаоно активирање свих ученика бројније групе. Највећа слабост ове наставе је што наставник води главну ријеч. Према садржају учења, наставник је у непосредном, а ученик у посредном односу.
Предност овавкве наставе је потпуније схватање наставних садржаја код ученика. Ученицима који немају искуства у оваквој настави могу да се дају чињенични подаци, упутства или више закључака од којих они требају да одаберу праве.

## Програмирана настава
Ова врста наставе задржава позитивне карактеристике хеуристичке наставе. Умјесто наставника, ученик се овдје води до схватања и усвајања наставних садржаја мисаоно-логички, путем самосталног проучавања програмираног градива. Програмирани чланак је најмањи елемент програмираног градива.
Програмирани чланак садржи следеће дијелове:
1. упутство,
2. информацију,
3. задатак,
4. простор за рад,
5. повратну информацију.

Постоје два типа програмирања наставе: линеарни и разгранати. Линеарни је испрограмиран подједнако за све ученике у групи, а разгранатим програмирање се узимају у обзир разлике у предзнању и способностима за учење.
Предност ове наставе је у томе што се ученик у кратким корацима сигурно води до коначног циља.
У оваквој настави недостаје однос ученик-наставник.

## Егземпларна настава
Назив потиче од латинске ријечи „егземплум“ која значи „примјер“, означава да је из мноштва узето оно битно, узорно, суштинско.
У оваквој настави из програма се бирају само карактеристични наставни садржаји, који се касније обрађују на узоран начин. Три су кључне етапе у примјени овакве наставе:
1. Наставник проучава наставни програм, проналази веома сличне садржаје и дијели их на егземпларне и аналогне.
2. Егземпларни садржај се обрађује на узоран начин, најчешће хеуристички. Ова етапа обухвата следеће компоненте наставног процеса: а) припрему, б) обраду наставних садржаја, в) вјежбање, г) понављање.
3. Ученици самостално обрађују аналогне садржаје, радећи по узору добијеном у претходној етапи наставе.

У оваквој настави се смјењују наставниково поучавање и учениково самостално учење. У етапи 2) наставник је у непосредном односу са ученицима и наставним садржајем, а ученик је у посредном односу са наставним садржајем. У етапи 3) ученик је у непосредном односу са наставним садржајем.

### Интерактивна егземпларна настава
Интерактивна егземпларна настава је нова варијанта ове наставе. Ова нова настава има следеће етапе:
1. Увођење ученика у интерактивне наставне активности
2. Наставникова обрада егземпларних наставних садржаја
3. Формирање група ученика и подјела радних задатака
4. Интерактивно (групно) учење аналогних садржаја
5. Презентација резултата интерактивног учења на аналогним наставним садржајима
6. Повезивање (синтеза) егземпларних и аналогних садржаја
7. Осврт на реализоване активности и упутства за даљи рад

Позитивна страна овакве наставе је стваралачки рад и ученика и наставника. Негативно је то што се ученици не могу ослањати само на рад са узорима, јер нове проблеме морају да рјешавају на нове начине.